# شيامن بلو ليونز
شيامن بلو ليونز (بالصينية: 厦门足球俱乐部) هو نادي كرة قدم صيني تأسس في 1996 ، يقع مقره الرئيسي في شيامن، ويلعب في الدوري الصيني الممتاز.